# Cesare Rubini
Cesare Rubini (* 2. November 1923 in Triest; † 8. Februar 2011 in Mailand) war ein italienischer Basketballtrainer und -spieler sowie Wasserballspieler.

## Werdegang
Von 1947 bis 1978 trainierte er die Mannschaft von Olimpia Milano in der ersten italienischen Basketballliga. Bis 1955 war er dabei auch als Spieler aktiv, außerdem nahm er für die italienische Basketballnationalmannschaft an der Europameisterschaft 1946 teil und gewann dort die Silbermedaille. 15 mal (1950–54, 1957–60, 1962–63, 1965–67, 1972) gelang ihm mit diesem Team ein Titelgewinn. Bei den Olympischen Spielen 1980 in Moskau führte er die italienische Nationalmannschaft zum Gewinn der Silbermedaille. Rubini war 1979 Gründer und bis 2002 Präsident der World Association of Basketball Coaches. Er war seit 1984 Mitglied im FIBA-Zentralkomitee. Am 9. Mai 1994 wurde er als Coach in die Naismith Memorial Basketball Hall of Fame aufgenommen. Den FIBA Order of Merit erhielt er im November 2002.
Rubini spielte bei den Olympischen Spielen 1948 in London und bei den Olympischen Spielen 1952 in Helsinki für die italienische Wasserballnationalmannschaft und gewann Gold bzw. Bronze. Im Jahr 2000 wurde er in die Ruhmeshalle des internationalen Schwimmsports aufgenommen. 2013, über zwei Jahre nach seinem Tod, erfolgte zudem die Aufnahme in die FIBA Hall of Fame als Coach.